# Siège de Bastogne
Batailles
Front d'Europe de l'Ouest
- Campagnes du Danemark et de Norvège
- Bataille de France
- Bataille de Belgique
- Bataille des Pays-Bas
- Bataille d'Angleterre
- Blitz
- Opération Myrmidon
- Opération Ambassador
- Raid de Dieppe
- Sabordage de la flotte française à Toulon
- Bataille aérienne de Berlin
- Bataille de Normandie
- Débarquement de Provence
- Libération de la France
- Campagne de la ligne Siegfried
- Bataille du Benelux
- Poche de Breskens
- Bataille des Vosges (Bruyères)
- Bataille des Ardennes
- Bataille de Saint-Vith
- Siège de Bastogne
- Opération Bodenplatte
- Opération Nordwind
- Campagne de Lorraine
- Bataille d'Alsace (Forêt de la Hardt, Poche de Colmar Jebsheim)
- Campagne d'Allemagne
- Raid de Granville
- Libération d'Arnhem
- Bataille de Groningue
- Insurrection géorgienne du Texel
- Bataille de Slivice
- Capitulation allemande

Front d’Europe de l’Est

Campagnes d'Afrique, du Moyen-Orient et de Méditerranée

Bataille de l’Atlantique

Guerre du Pacifique

Guerre sino-japonaise

Théâtre américain
Le siège de Bastogne est une bataille qui opposa en décembre 1944 les troupes américaines aux troupes allemandes. C’est un épisode de la bataille des Ardennes, l'ultime contre-attaque allemande lancée sur le front de l'Ouest. Le but de cette contre-offensive était d'atteindre le port d'Anvers et de couper le front avant que les Alliés aient le temps d'engager leur force aérienne. Les Allemands devaient donc s'emparer des routes de l'est de la Belgique, où Bastogne occupait une position stratégique à la rencontre de sept routes traversant les collines ardennaises. Le siège dura du 20 au 27 décembre, jusqu’à ce que les troupes américaines encerclées soient secourues par des renforts américains.

## Déploiement
Devant la contre-offensive lancée par les Allemands dans les Ardennes, le commandement allié ordonna des mouvements de troupes d'urgence pour renforcer les endroits clefs. Ainsi, pour stopper l’attaque allemande, la 101e division aéroportée américaine, qui se dirigeait en camion depuis son cantonnement de Mourmelon-le-Grand dans l'est de la France vers Werbomont, située plus au nord, fut détournée sur Bastogne dans le but de contrer l'avancée de la VIe Panzerarmée de Sepp Dietrich. Le Combat command B de la 10e division blindée fut redéployé à Bastogne sur l'ordre du commandant du 8e Corps d'armée, le Major General Troy Middleton.

## Attaque de Noville
Les 19 et 20 décembre, le 506e régiment d'infanterie parachutée soutenu par le groupement du général Desobry (en) de la 10e division blindée engagea le combat contre la 2e Panzerdivision à Noville, au nord-est de Foy. Ils détruisirent trente chars ennemis et firent de 500 à 1 000 tués ou blessés. Cela retarda l’attaque allemande et permit à la 101e de se replier et d’organiser la défense de Bastogne. Le 20 décembre, le 1/506 perdit 13 officiers et 199 de ses 600 soldats.

## Bataille
Les forces alliées, inférieures en nombre et dépourvues de vêtements permettant d’affronter l’hiver, furent rapidement encerclées par la Ve Panzer Armee (General Hasso von Manteuffel). À cause du temps exécrable, les forces alliées à l’arrière ne pouvaient ravitailler correctement les troupes encerclées.
Cependant, quand le temps s’améliora le 23 décembre, l’aviation alliée reprit les vols, délivrant vivres et munitions ainsi qu’un support aérien tactique.

## Rupture de l'encerclement
Une colonne avancée, commandée par le Lieutenant Boggess, du 37e Bataillon de Tanks du Lieutenant-colonel Creighton Abrams, 4e Division blindée de la 3e Armée de George Patton, réussit à percer jusqu'à Bastogne le 26 décembre, renforçant les défenseurs de la ville établissant ainsi un étroit couloir de communication. La communication au sol fut rétablie entre le commandement et la tête de front et les blessés purent être évacués à l’arrière.
Avec la cassure de l’encerclement, les hommes de la 101e espéraient être relevés, mais ils reçurent l’ordre de continuer l’offensive et ne furent pas remplacés avant que Noville soit reprise.

Carte des mouvements lors de la bataille des Ardennes
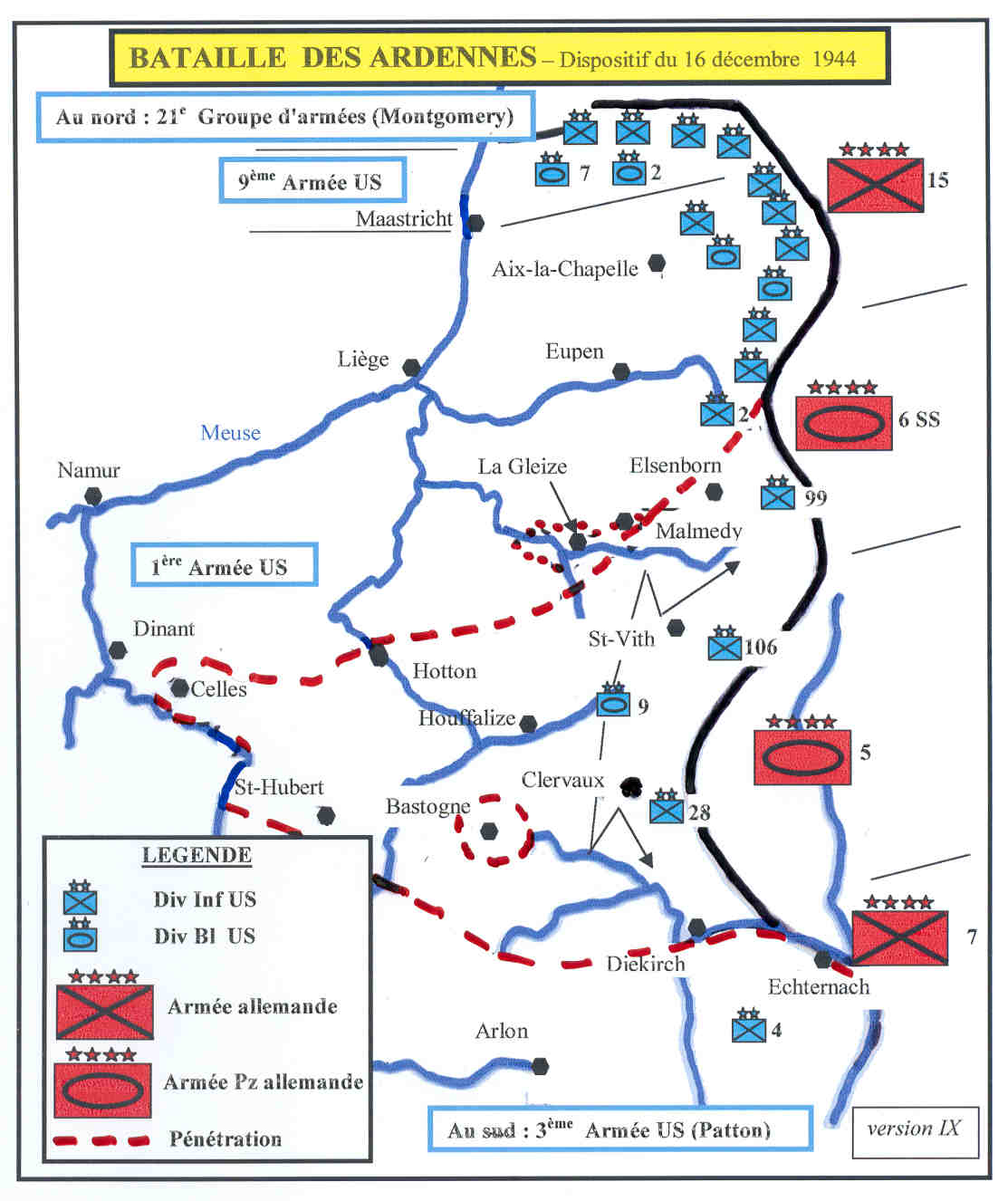
Carte des positions lors de la bataille
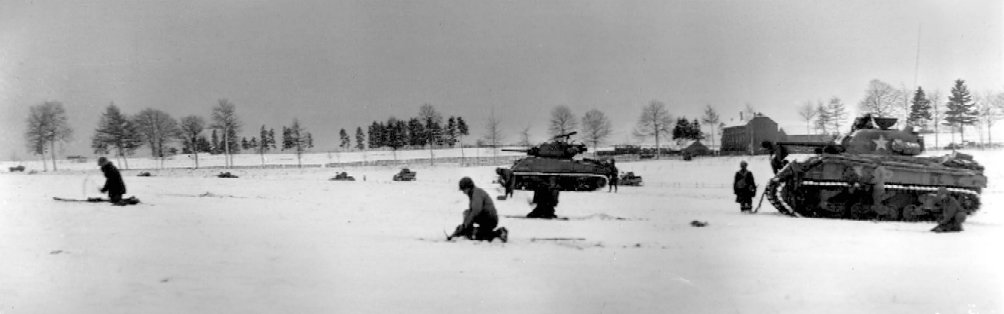
Infanterie et chars près de Bastogne, 31 décembre 1944
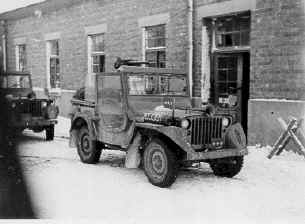
La jeep du général Patton à Bastogne, 1er janvier 1945.
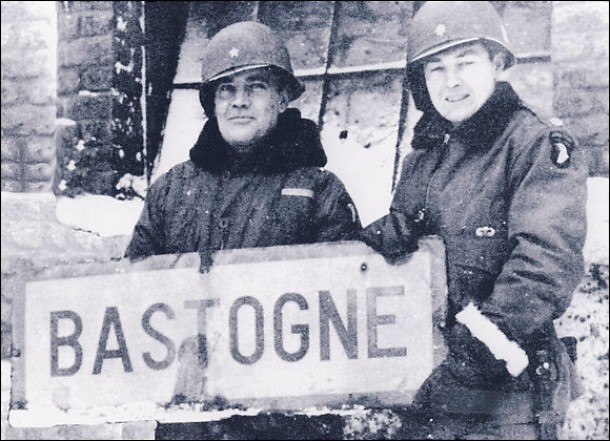
Anthony McAuliffe et Harry Kinnard.
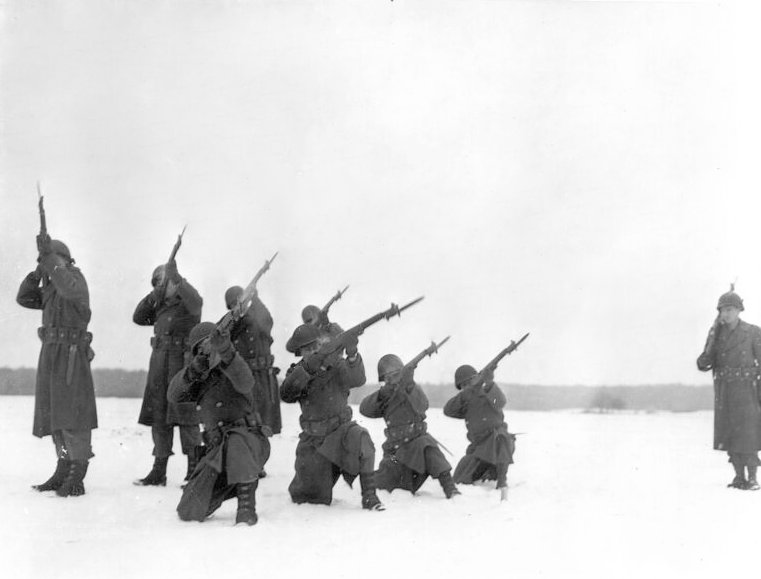
Cérémonie mémorielle, 22 janvier 1945.